# وحش مونتوك
«وحش مونتوك» هو اسم أطلق على جثة حيوان يعتقد أنه راكون،  جرفته المياه على الشاطئ بالقرب من الحي التجاري في مونتوك، نيويورك في يوليو 2008. أصبحت هوية المخلوق والقصص المحيطة به موضوعا للجدل والتكهنات. لا يُعرف ما حدث للجثة؛ وقيل أنها اختفت في ظروف غامضة.

## التاريخ
بدأت القصة في 23 يوليو 2008 بمقال نشر في إحدى الصحف المحلية تدعى «ذا إنديبندنت». حيث ذكرت امرأة تدعى جينا هيويت (26 عاما) من مونتوك، وثلاثة من أصدقائها أنهم وجدوا مخلوقا غريبا على شاطئ ديتش بلينز في 12 يوليو، على بعد ميلين إلى الشرق من الحي. الشاطئ هو ملتقى لهواة ركوب الأمواج في منطقة راينشتاين المملوكة لمدينة إيست هامبتون. ونقلت الصحيفة عن جينا هيويت:
وضعت صورتها الملونة عن المخلوق باللونين الأبيض والأسود تحت عنوان، «كلب بوناكفيل» (أخذت من كلمة «بوناكرز»، والتي تشير إلى سكان منطقة إيست هامبتون، وكلب آل باسكرفيل وهو أحد كتب سلسلة شيرلوك هولمز). وتكهنت المقالة أن المخلوق قد يكون سلحفاة أو تجربة علمية متحولة جينيا من مركز الأمراض الحيوانية في جزيرة بلوم، ثم أشاروا إلى ان لاري بيني، مدير الموارد الطبيعية في إيست هامبتون، استنتج أنه راكون فقد فكه العلوي. كانت هناك شائعات بأن الجثة قد اتخذت بعيدا عن الموقع. ونقلت صحيفة محلية عن امرأة لم تذكر اسمها زعمت أن الحيوان كان بحجم القطة فقط، وأنه تحلل إلى هيكل عظمي في الوقت الذي وصلت فيه الصحافة لتغطية الخبر. وقالت إنها لا تتذكر مكانه بالضبط. زعمت هيويت أن «رجلا أخذ الحيوان ووضعه في الغابة قرب فناء منزله»، ولكنها لم تحدد هويته أو مكانه. ونفى والدها أن ابنته حافظت على موقع الجثة سرا.
وأجريت مقابلات مع هيويت وأصدقائها على محطة محلية. قامت مرأة تدعى ألانا نافيتسكي، وهي موظفة في المجموعة الإعلامية التطويرية في لوس أنجلوس، بتقديم صورة للمخلوق إلى الصحفية آنا هولمز من موقع جيزيبيل، وزعمت أن شقيقة صديقتها رأت الوحش في مونتوك. ثم نقلت هولمز الصورة إلى موقع غوكر دوت كوم ضمن شبكة غوكر والذي أعطى الموضوع اهتماما واسعا في 29 يوليو تحت عنوان «وحش ميت عثر عليه في شاطئ مونتوك».
كان عالم المخلوقات الخفية لورين كولمان هو أول من صاغ اسم «وحش مونتوك» في 29 يوليو 2008. وانتشر اللقب في العالم على الإنترنت في الأيام التالية. وانتشرت الصور بسرعة عبر البريد الإلكتروني والمدونات، وتداولت وسائل الإعلام الوطنية قصة المخلوق وما أثير حوله من تكهنات. وقد ناقش موقع سنوبس.كوم المختص بالشائعات والأساطير الحضرية هذه القصة. وقد ناقش جيسي فنتورا قصة الوحش على برنامجه نظرية المؤامرة. كما ورد وحش مونتوك في الحلقة الثانية من الموسم الثالث من برنامج «أغراب قدماء» في 4 أغسطس 2011.

## التحديد
تضمنت التقارير الإعلامية الأولية تكهنات بأن وحش مونتوك قد يكون سلحفاة دون صدفتها – رغم أن أصداف السلاحف ملتصقة بعمودها الفقري ولا يمكن إزالتها بهذه الطريقة - أو كلب، أو قارض كبير، أو تجربة علمية قام بها مركز جزيرة بلوم للأمراض الحيوانية، وهي منشأة حكومية للاختبارات الحيوانية.
تفحص وليام وايز، مدير معهد الموارد البحرية الحية في جامعة ستوني بروك، الصورة مع زميل له؛ واعتبروا المخلوق مزيفا، رغم أن وايز رأى أن أقرب احتمال هو أن المخلوق قد يكون كلبا أو قيوطا مريضا «بقيت جثته في البحر لفترة من الوقت». كما أسقط الاحتمالات التالية من الاعتبار:
- راكون – تظهر الساقان طويلتان جدا بالنسبة إلى الجسم.
- سلحفاة بحرية – السلاحف البحرية ليس لها فرو أو أسنان.
- قارض – تتميز القوارض بقاطعين كبيرين ومميزين في بداية أسنانها.
- كلب أو غيره من الكلبيات مثل القيوط – الجثة تشبه الكلاب، ولكن جسر الحواجب والقدمان لا تتطابقان مع جسم الكلب.
- الغنم – رغم أن الوجه يشبه الغنم إلى حد ما، فليس للأغنام أسنان حادة.

درس عالم الحيوانات الإحائية دارين ناش الصورة، واستنتج من الأسنان وشكل الجمجمة والكفوف الأمامية أن المخلوق كان راكون، وأن مظهره الغريب يرجع للتحلل والمياه التي أزالت معظم شعر الحيوان وبعضا من لحمه. لم يتفق نايش مع فكرة طول الساقين يختلف مع طول ساقي الراكون، وقدم توضيحا لجسد الراكون مصورا على الجثة في الصورة. كما ذكر جيف كوروين أن الجثة تخص راكون في مقابلة على فوكس نيوز.
في حلقة من برنامج مونستر كويست عام 2009، فحص عالم الحيوانات الخفية لورين كولمان نسخة لثى طبق الأصل من بقايا وحش مونتوك واستنتج بالمثل أنه من بقايا راكون، نظرا لبنية الجسم المماثلة وشكل الجمجمة.

## حالات مماثلة
```
تم العثور على مخلوق مجهول غريب الشكل في نورثفيل، نيويورك، وقال الطالب الذي اكتشفه أنه «يشبه الوحش مونتوك في عدة نواحي».
[
18
]
 وعثر على مخلوق مماثل أطلق عليه اسم على وحش إيست ريفر تحت 
جسر بروكلين
، في نهر إيست في مدينة نيويورك.
[
19
]
```

تم العثور على جثة أخرى لمخلوق مماثل على الشاطئ في سانتا باربرا، كاليفورنيا.